# Bitwa o Surkonty
Bitwa o Surkonty – bitwa stoczona 21 sierpnia 1944 roku pomiędzy oddziałami Armii Krajowej i NKWD. Pierwsza regularna bitwa pomiędzy AK a zajmującymi tereny Polski oddziałami sowieckimi. Zginął w niej m.in. ppłk Maciej Kalenkiewicz ps. „Kotwicz”.

## Historia
Pod koniec czerwca 1944  batalion „Kotwicza” wyruszył znad Niemna na wschód, aby pomóc oddziałom AK z Obwodu Stołpce w opuszczeniu Puszczy Nalibockiej i wzięciu udziału w operacji Ostra Brama. W ramach tej operacji oddziały AK 6/7 lipca rozpoczęły walki o Wilno. 13 lipca walki oddziałów Armii Czerwonej i Armii Krajowej oswobodziły Wilno od okupacji niemieckiej. Po operacji Ostra Brama oddziały NKWD przystąpiły do rozbrajania i wyłapywania oddziałów Armii Krajowej. Na rozkaz szefa Oddziału III Komendy AK Okręgu Wilno oddziały AK, skoncentrowane pod Wilnem, rozpoczęły wycofanie.
18 lipca na skraju Puszczy Rudnickiej było zgrupowanie ok. 6 tys. akowców i ok. 12 tys. uciekinierów cywilnych. Zgrupowanie wykryły samoloty sowieckie. Dowódcy podzielili żołnierzy na małe grupy i nakazali przemarsz na Białystok. Oddział „Kotwicza” wycofywał się do Puszczy Rudnickiej. 20 lipca odparł obławę NKWD w lasach nad jeziorem Kiernowo.
Oddział „Kotwicza” spędził w Puszczy Rudnickiej miesiąc. Wojska NKWD próbowały ich okrążyć. Oddział rozdzielił się na mniejsze grupy, przedarł się i próbował przedostać się na Białystok. Sam ze sztabem wycofywał się w 36-osobowym oddziale. Rozpoczęli marsz na południowy zachód.
21 sierpnia w leśniczówce Surkonty został zaatakowany przez 3 batalion 32 zmotoryzowanego pułku Wojsk Wewnętrznych NKWD 3 Frontu Białoruskiego i Rejonowego Oddziału NKWD w Raduniu. Najprawdopodobniej doszło do zdrady. Bitwa trwała 5 godzin. Dowódca oddziału „Kotwicz” zginął trafiony w głowę na początku walki. Oddział nie poddał się. W bitwie poległo 18 żołnierzy, w tym 6 oficerów (źródła sowieckie oceniały te straty na 54 zabitych i 6 jeńców). Rannych (17) Sowieci dobili. Uratował się jeden ranny, który przeleżał wśród poległych. Żołnierzy NKWD zginęło 132. Są pochowani na cmentarzu w Raduniu.
Po bitwie wyszła dyrektywa Komendy Wileńskiej AK do oddziałów partyzanckich nakazująca ich rozwiązanie i przejście do konspiracji. Dowództwo Naczelne AK chciało utrzymać podziemne oddziały do zakończenia wojny i spodziewanej konferencji pokojowej, która jak uważano przesądziłaby o przynależności państwowej Wileńszczyzny.
Pogrzeb poległych odbył się koło mogiły powstańców z 1863 r. z obawy o represje. Mogiła żołnierzy zachowała się dzięki miejscowej ludności, która nie dopuściła do jej zaorania. 8 września 1991 żołnierze zostali ekshumowani i pochowani na miejscowym cmentarzu.  Władze zgodziły się, aby na krzyżu na mogile umieszczono napis po polsku, ale nie wyraziły zgody na ujawnienie charakteru bitwy.
25 sierpnia 2022 władze białoruskie zrównały cmentarz przy użyciu ciężkiego sprzętu.
Bitwa o Surkonty została upamiętniona po 1990 r. na Grobie Nieznanego Żołnierza w Warszawie, napisem na jednej z tablic – „SURKONTY 21 VIII 1944”.